# Tuberaria lignosa
Tuberaria lignosa är en solvändeväxtart som först beskrevs av Robert Sweet, och fick sitt nu gällande namn av Gonçalo Antonio da Silva Ferreira Sampaio. Tuberaria lignosa ingår i släktet fläcksolvändor, och familjen solvändeväxter. Inga underarter finns listade i Catalogue of Life.